# Anielle Franco

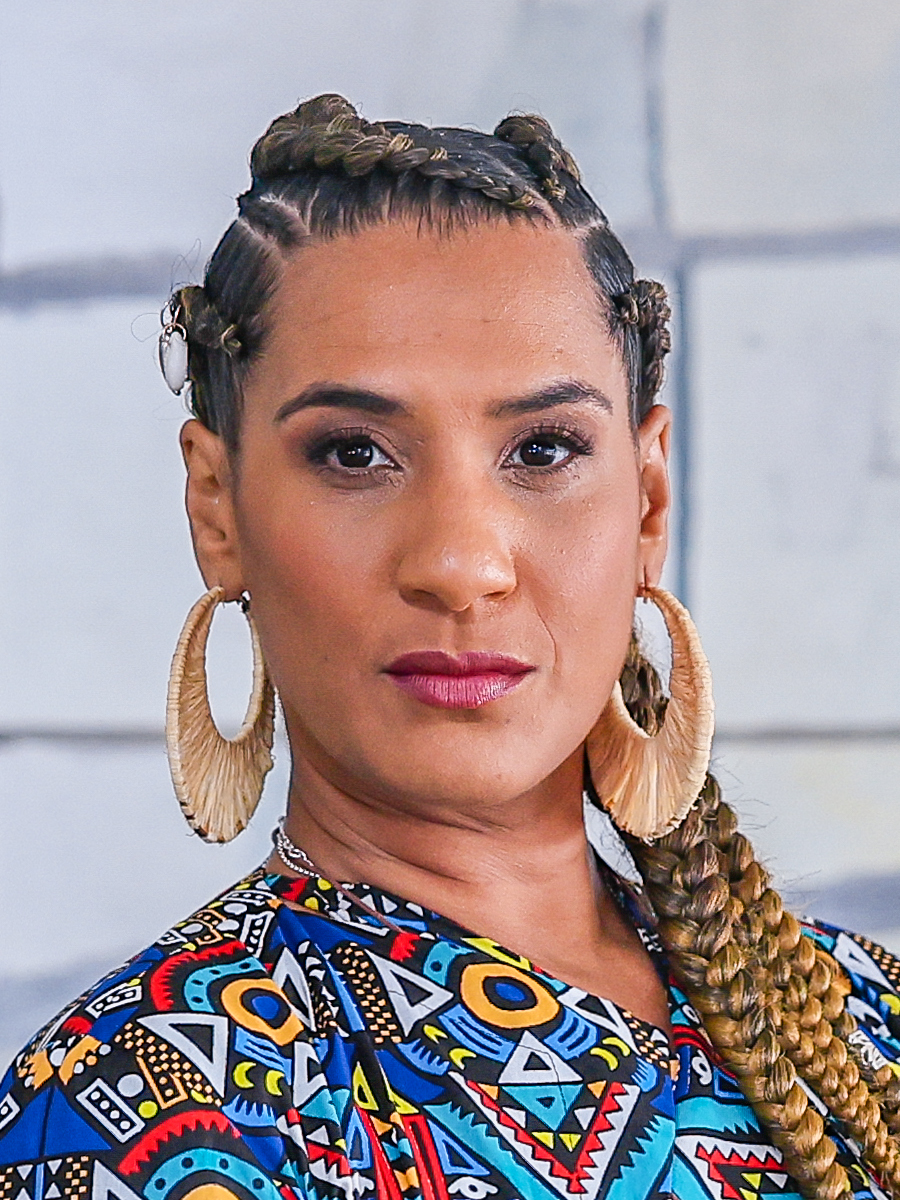
Anielle Franco (2023)

Anielle Anielle Francisco da Silva , mer känd som Anielle Franco, född 3 maj 1985 i Rio de Janeiro, är en brasiliansk professor, journalist och aktivist. Hon är direktor för Marielle Franco-institutet (uppkallad efter hennes syster Marielle Franco) kolumnist i Ecoa UO samt minister för etnisk jämlikhet (portugisiska: igualdade racial) i regeringen Lula sedan januari 2023.
Franco drev studier i USA på lärosätena Navarro College, Louisiana Tech University, North Carolina Central University och Florida A&M University. De två sistnämnda är historiskt svarta institutioner vilka influerade Franco att tänka antirasistiskt och tänka på sig själv som svart kvinna. Där lärde hon sig om arbetena av Martin Luther King,  Malcolm X och Patricia Hill Collins samt lärde känna Angela Davis. Franco tog år 2003 examen i engelska och litteratur vid Universidade do Estado do Rio de Janeiro, år 2008 i journalism vid North Carolina Central University samt år 2010 i etniska relationer vid Centro Federal de Educação Tecnológica Celso Suckow da Fonseca.
Anielle Franco var också delaktig i aktivismen av sin syster Marielle Franco fram tills att hon sköts ihjäl år 2018. Samma år som hennes syster mördades påbörjade Anielle Franco arbetet som senare skulle bli Marielle Franco-institutet, vilken bland annat främjar olika kultur- och utbildningsaktiviteter för barn samt stöttar svarta kvinnor verksamma inom politiken. År 2021 organiserade Anielle Franco tillsammans med Ana Carolina Lourenço boken En radikal politisk föreställning av svarta kvinnor (A Radical Imaginação Política das Mulheres Negras) - en samling av politiska texter av svarta kvinnor såsom Lélia Gonzalez, Leci Brandão och Erica Malunguinho.